# دوري اسطنبول لكرة القدم 1916–17
دوري اسطنبول لكرة القدم 1916–17 هو موسم من دوري اسطنبول لكرة القدم ‏. فاز فيه Altınordu İdman Yurdu ‏.